# كارينا ريفيرو
كارينا ريفيرو (بالإسبانية: Karina Rivero)‏ هي عارضة فنزويلية، ولدت في 20 أكتوبر 1985 في فاليرا في فنزويلا.